# تومي كالدويل
تومي كالدويل (بالإنجليزية: Tommy Caldwell)‏ هو متسلق صخور ‏ أمريكي، ولد في 11 أغسطس 1978 في إستيس بارك في الولايات المتحدة.

## وصلات خارجية
- تومي كالدويل على موقع الاتحاد الدولي لرياضة التسلق (الإنجليزية)
- تومي كالدويل على موقع IMDb (الإنجليزية)
- تومي كالدويل على موقع قاعدة بيانات الفيلم (الإنجليزية)